# آدم باريت
آدم باريت (بالإنجليزية: Adam Barrett) هو سباح بريطاني، ولد في 30 يوليو 1992 في ريدنغ في المملكة المتحدة.

## روابط خارجية
- آدم باريت على موقع الاتحاد الدولي للسباحة (الإنجليزية)
- آدم باريت على موقع SwimRankings.net (الإنجليزية)
- آدم باريت على موقع اتحاد ألعاب الكومنولث (مؤرشف) (الإنجليزية)
- آدم باريت على موقع دورة ألعاب الكومنولث 2014 (مؤرشف) (الإنجليزية)